# 122 هـ
122 هـ هي سنة في التقويم الهجري امتدت مقابلةً في التقويم الميلادي بين سنتي 739 و740.

## مواليد
- أبو زيد الأنصاري
- النضر بن شميل
- أبو عاصم النبيل
- سياط

## وفيات
- بكير بن الأشج